# Novo Nordisk Prisen
Novo Nordisk Prisen er en dansk hæderspris indstiftet af Novos Fond i 1962 som Novo Prisen og uddelt siden 1963. Sit nuværende navn fik prisen efter Novos fusionering med Nordisk Gentofte A/S (tidl. Nordisk Insulinlaboratorium) i 1989.
Prisen tildeles på grund af en væsentlig, fortrinsvis dansk indsats inden for lægevidenskaben. Prisen var i 1963 på 50.000 kr. skattefrit. I 1980 forhøjede man beløbet til 100.000 kr. I 1991 forhøjedes beløbet til 600.000 kr., og prisen blev opdelt i en personlig andel på 100.000 kr. skattefrit og 500.000 kr. til forskningsformål. Siden har der været flere stigninger indtil 2007, hvor beløbet steg til 1,5 mio. kr. Den personlige andel udgjorde nu 500.000 kr. og andelen til forskningsformål 1 mio. kr. Fra og med 2015 forhøjedes andelen til forskningformål til 2,5 mio. kr., mens den personlige andel forblev på 500.000 kr. Prisen var således på i alt 3 mio. kr. I dag er prisen på i alt 5 mio. kr.
Novo Nordisk Prisen har altid været "flagskibet" blandt fondens priser.

## Prismodtagere
Modtagerne af prisen er:
- 1963 Erik Warburg
- 1964 Claus Brun
- 1965 Jens Christian Skou
- 1966 Jørn Hess Thaysen
- 1967 Knud Lundbæk
- 1968 Niels A. Lassen
- 1969 Erik Zeuthen
- 1970 Poul Astrup
- 1971 Mogens Schou
- 1972 J.Chr. Siim
- 1973 K.A. Marcker
- 1974 Michael Schwartz
- 1975 Georg Mandahl-Barth
- 1976 Niels Tygstrup
- 1977 Erik Amdrup
- 1978 Margareta Mikkelsen og Villy Posborg Petersen
- 1979 Gerhard Salomon
- 1980 Bent Friis-Hansen
- 1981 Flemming Kissmeyer-Nielsen og Arne Svejgaard
- 1982 Jens F. Rehfeld
- 1983 Christian Crone
- 1984 Staffan Magnusson
- 1985 Hans Klenow
- 1986 Hans Henrik Holm
- 1987 Hans H. Ussing
- 1988 Gunnar Bendixen
- 1989 Ove B. Norén og Hans G. Sjøstrøm
- 1990 Morten Simonsen
- 1991 Peter Leth Jørgensen og Arvid Maunsbach
- 1992 Jan Fahrenkrug og Jens Juul Holst
- 1993 Niels E. Skakkebæk
- 1994 Hans Jørgen G. Gundersen
- 1995 Niels Borregaard
- 1996 Henrik Kehlet
- 1997 Peter E. Nielsen
- 1998 Michael J. Mulvany og Christian Aalkjær
- 1999 Bengt Saltin
- 2000 Peter Aaby
- 2001 Thue W. Schwartz
- 2002 Jørgen Gliemann
- 2003 Jiri Bartek og Jiri Lukas
- 2004 Peter Roepstorff og Matthias Mann
- 2005 Mads Melbye
- 2006 Henning Beck-Nielsen
- 2007 Marja Jäättelä
- 2008 Kristian Helin
- 2009 Søren Nielsen
- 2010 Henrik Clausen
- 2011 Peter Lawætz Andersen
- 2012 Erik A. Richter
- 2013 Søren K. Moestrup
- 2014 Søren Molin
- 2015 Jens Bukh
- 2016 Christian Torp-Pedersen
- 2017 Poul Nissen
- 2018 Jørgen Kjems
- 2019 Hans Bisgaard
- 2020 Preben Bo Mortensen og Merete Nordentoft
- 2021 Marco Prinz
- 2022 Katalin Karikó, Özlem Türeci, Drew Weissman og Uğur Şahin
- 2023 Molly Stevens
- 2024 David Klenerman og Shankar Balasubramanian
- 2025 Jean-Laurent Casanova

## Andre priser
I 2015 etableres Novozymes Prisen, ligeledes på 3 mio. kr., som retter sig mod europæisk forskning, og senere samme år The EASD-Novo Nordisk Foundation Diabetes Prize for Excellence på 6 mio. kr. rettet mod forskere fra hele verden. Desuden uddeler fonden Marie og August Krogh Prisen på 250.000 kr., Hagedorn Prisen på 250.000 kr., Jacobæus Prisen på 100.000 kr., Novo Nordisk Fondens Forelæsning på 50.000 kr., Novo Nordisk Fondens Gymnasielærerpris på 250.000 kr. og Novo Nordisk Fondens Naturfagslærerpris ligeledes på 250.000 kr.